# Journal of Wildlife Management
Journal of Wildlife Management (с англ. — «Журнал по управлению природой», «Журнал природопользования») — американский рецензируемый научный журнал, посвященный проблемам охраны природы, зоологии, экологии, рациональному использованию и восстановлению дикой природы.
Библиографическое сокращение: J. Wildl. Manag. Коды ГРНТИ журнала: 34.00.00 (Биология), 87.00.00 (Охрана окружающей среды. Экология человека).

## История
Первый номер журнала вышел в июле 1937 года.
Журнал освещает работу научных подразделений заповедников и национальных парков.
Публикуется в издательстве John Wiley & Sons для The Wildlife Society (Общества дикой природы).
Общество также публикует Wildlife Monographs и Wildlife Society Bulletin.

## Рейтинги журнала
Журнал по рейтингу Scopus (2018) занимал следующие места среди всех журналов:
- 45 — Природа и охрана окружающей среды
- 189 — Экология, эволюция, поведение и систематика
- 107 — Науки об окружающей среде, экология

Индекс цитирования Scopus CiteScore = 1.89 (2018).